# Cloudward
Cloudward ist ein Jazzalbum von Mary Halvorson. Die am 27. und 28. März 2023 entstandenen Aufnahmen erschienen am 19. Januar 2024 auf Nonesuch Records.

## Hintergrund
Mary Halvorson habe, seit sie vor mehr als 15 Jahren zum ersten Mal als Bandleaderin auftrat, im Laufe der Zeit ein beeindruckendes Repertoire an Originalmaterial für eine Reihe unterschiedlicher Bands aufgebaut, urteilte Peter Margasak. Doch bei ihrem Sextett mit Trompeter Adam O’Farrill, Posaunist Jacob Garchik, Vibraphonistin Patricia Brennan, Schlagzeuger Tomas Fujiwara und Bassist Nick Dunston sei es zu einem erschütternden Wandel gekommen: In den frühen Tagen der COVID-19-Pandemie wurde sie beauftragt, eine Reihe neuer Werke für die Band zu verfassen, für einen Auftritt, der sich in Folge des Lockdowns verzögerte. Auch nach der Absage des Auftritts komponierte sie weiterhin für diese Band, die zuvor noch nicht gespielt hatte. Das erste Material erschien schließlich Anfang 2023 auf dem Album Amaryllis. Nachdem die Gruppe auf Tour miteinander Beziehungen entwickelt hatte, betraten sie das Studio wiederum, mit einer zweiten Folge von nun bei Konzerten erprobter Musik.
Cloudward wurde im Jahr 2022 geschrieben, „als sich die Dinge [wieder] vorwärts zu bewegen begannen. Das Leben fühlte sich an wie eine knarrende Maschine, die wieder anläuft. Der Flugverkehr, so chaotisch er auch sein mag, wurde wieder aufgenommen, und wir befanden uns wieder einmal im wolkenverhangenen Zustand“, so Halvorson. Infolgedessen verspürte sie bei der Arbeit an diesem Album einen tiefen Optimismus, wie Chris Ingalls feststellte.

## Titelliste
- Mary Halvorson: Cloudward (Nonesuch Records 075597902334)[3]

1. The Gate
2. The Tower
3. Collapsing Mouth
4. Unscrolling
5. Desiderata
6. Incarnadine
7. Tailhead
8. Ultramarine

Die Kompositionen stammen von Mary Halvorson.

## Rezeption

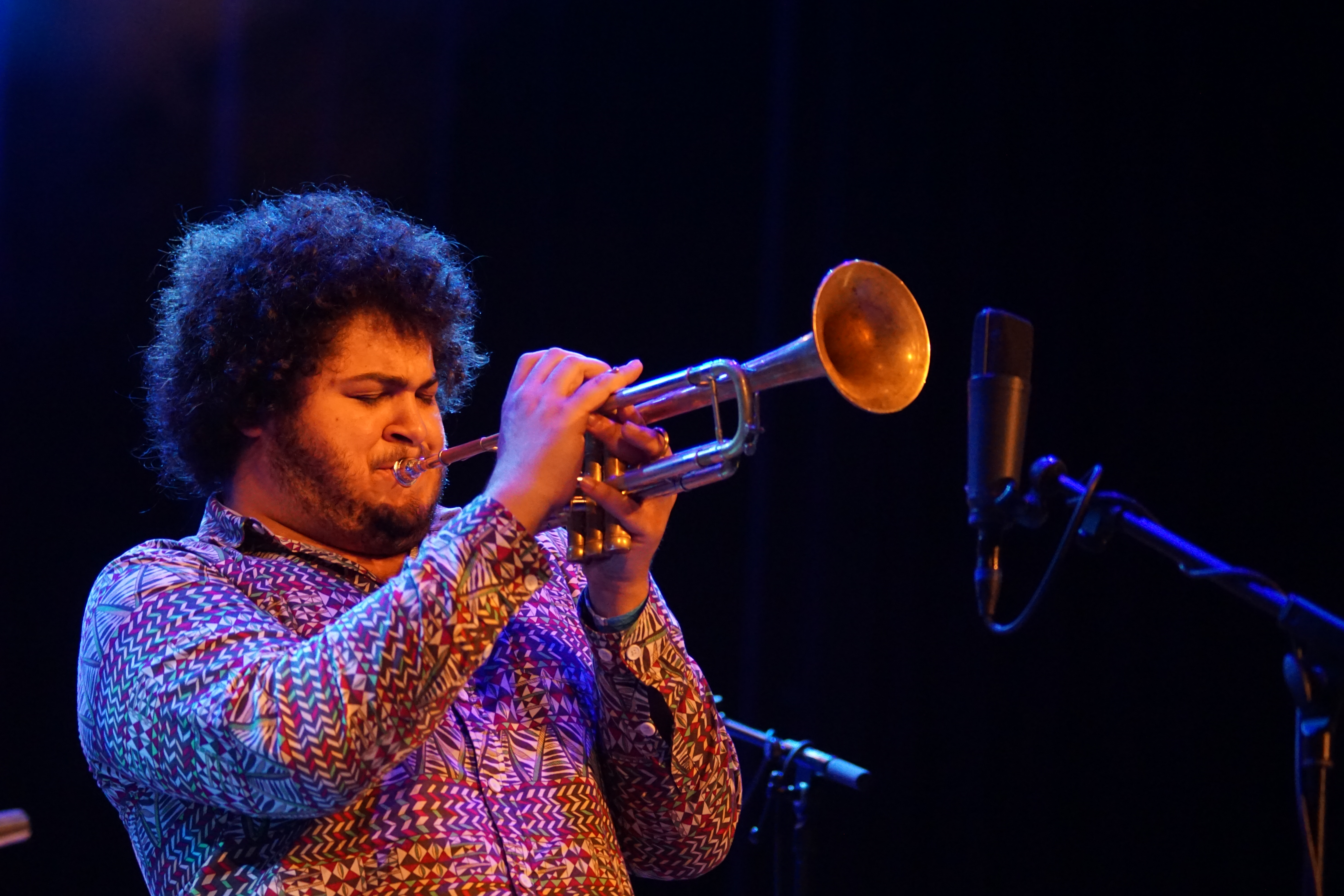
Adam O’Farrill (2016)

Halvorsons zweites Album mit dem Sextett, Cloudward, enthalte reichlich unauslöschliches Gitarrenspiel, aber es sei ihre erstaunliche Entwicklung als Komponistin und Arrangeurin, die die Musik auszeichne, stellte Peter Margasak in Daily Bandcamp fest. Halvorson lasse ihrer exzellenten Band weiterhin viel Freiheit bei der Zusammenstellung der Stücke und produziere so ihre bislang reichhaltigste kontrapunktische Musik. Diese Leistung zeuge von der Elastizität, Präsenz und Vorstellungskraft ihrer Bandkollegen, die aus ihren formbaren Strukturen spektakuläre, strenge Wunderwerke erschaffen hätten. Während Fujiwara und Dunston das Gerüst der Musik prägten, sei es die harmonisch und melodisch schillernde Frontlinie, die ihren vollmundigen Themen eine kristalline Bemuskelung verleihe. O’Farrill, Garchik, Brennan und Halvorson würden endlos wechselnde Arrangements gestalten, während erhabene, melodische Linien aufeinanderprallen, miteinander verschmelzen und sich zu asymmetrischen Geweben verflechten, und zwar auf eine Art und Weise, dass man kaum glauben könne, dass nicht alles akribisch auskomponiert ist.
Mit Cloudward würde Halvorson zwar nicht unbedingt Neuland betreten, aber aus kompositorischer und improvisatorischer Sicht verfeinere und perfektioniere sie ihre künstlerische Exzellenz weiter, meinte Chris Ingalls in Pop Matters. Ihr Optimismus scheine auf Cloudward spürbar zu sein – selbst in den ahnungsvolleren, atonaleren Momenten herrsche eine gewiss Wärme; die Kompositionen würden ein Gefühl von Experimentierfreude vermitteln, und wann immer ein Musiker ein Solo spiele – und hier gebe es viele Soli –, werde ihm viel Spielraum gegeben, was zu gekonnten Darbietungen in einem rasanten Freilauf führe, die auf technischer Ebene, aber auch auf vielen anderen Ebenen beeindruckend sind. Cloudward sei ein schillerndes, zutiefst befriedigendes Beispiel für ein Jazz-Sextett, das auf Hochtouren laufe.
Cloudward werde wohl den vertrauten Hörern der früheren Alben der Jazzgitarristin Halvorson wahrscheinlich nicht als besonders ungewöhnlich in ihrem Katalog auffallen, schrieb Lottie Brazier im The Quietus. Es sei jedoch wahrscheinlich das erste Mal, dass sie völlig in ihre Band Amaryllis versunken klinge. Da das Album für sie ein Mittel sei, den Prozess des Wiederauflebens ihrer Band nach der Pandemie zu artikulieren, scheine die Kadenz der Platte tatsächlich den Klang des Stadtlebens nachzubilden, das allmählich auf den Straßen erblühe. Cloudward klinge optimistisch, neugierig und sei ein großartiges Album für Stadtrundgänge. Es schaffe die perfekte Balance zwischen Jazz, der nicht zu undurchdringlich sei, und gleichzeitig voller interessanter Überraschungen (hauptsächlich im Hinblick auf die Sprache von Halvorsons eigenem Spiel).
Das Album gelangte im Juli 2024 auf #3 bei dem von Tom Hull erhobenen Mid-Year Jazz Critics Poll.